# Celina amabilis
Celina amabilis är en skalbaggsart som beskrevs av Guignot 1957. Celina amabilis ingår i släktet Celina och familjen dykare. Inga underarter finns listade i Catalogue of Life.